# Геза Чат
Геза Чат (угор. Csáth Géza; *13 лютого 1887 (за іншими відомостями — 1888), Суботіца, Австро-Угорщина — †11 вересня 1919, Суботіца, Угорщина, нині Сербія) — угорський прозаїк, драматург, художник , музикант і музичний критик.

## Біографія
Народився в сім'ї провінційного адвоката, з дитинства займався музикою. У восьмирічному віці втратив матір. З 14 років публікував статті про музику. Закінчив Будапештську медичну школу (1904), а потім медичний університет (1909), став лікарем-невропатологом, публікував медичні праці.
Як письменник, швидко здобув популярність, був близький до впливового журналу «Нюгат» і його модерністської естетики. З 1909 або 1910, коли йому був поставлений діагноз «туберкульоз легенів», почав вживати наркотики (опіум, морфін), в 1911 році намагався лікуватися від наркозалежності. У 1912 покинув престижну столичну клініку і практикував в сільській лікарні. У 1914 був призваний в армію. У 1919 знову пробував лікуватися від наркоманії, втік з психіатричної лікарні, намагався застрелити дружину і накласти на себе руки (обидва залишилися живі). Поміщений в іншу лікарню, з якої знову втік, був затриманий солдатами сербської армії, наклав на себе руки, прийнявши надмірну дозу пантопона.

## Творчість і визнання
Дебютував в 1903. У його творах сучасний науковий світогляд поєднувалося з ірраціональними страхами, відображаючи і кризу Австро-Угорської імперії, і особисту психологічну кризу автора. Його героями є переважно дивні, душевнохворі, нещасні і невдачливі люди.

## Твори
- A varázsló kertje / Сад чародія (1908, книга новел)
- Az albíróék és egyéb elbeszélések / Суддя і інші розповіді (1909)
- Délutáni álom (1911, новеллы)
- Hamvazószerda / (1911, п'єса для театру ляльок)
- A Janika/ Яника (1911, драма)
- Schmith mézeskalácsos / Кондитер Шмідт (1912, новели)
- Muzsikusok / Музиканти (1913)